# Michael Wallis
Michael Wallis (nacido en 7 de octubre de 1945) es un historiador y escritor del estado de Misuri, Estados Unidos. Ha escrito 10 libros, incluyendo los best-seller Route 66: The Mother Road, The Real Wild West: The 101 Ranch and the Creation of the American West, and Pretty Boy: The Life and Times of Charles Arthur Floyd. Ha sido nominado para el Premio Pulitzer en tres ocasiones. Wallis también apareció en 2006 en la película de animación de los estudios Pixar Cars, haciendo la voz del Sheriff. 
Wallis fue entrevistado por el diputado Roy Blunt, el 29 de abril de 2007, debatiendo sobre su último libro, Billy the Kid: El paseo sin fin (inglés:Billy the Kid: The Endless Ride). 
Wallis asistió a la Universidad de Misuri en Columbia y después se mudó a Miami en 1978, donde trabajó para la Time's Caribbean Bureau. Actualmente vive en Tulsa con su esposa, Suzanne Fitzgerald Wallis. 
La característica más reconocible de Michael Wallis es su bigote. La parrilla frontal de Sheriff en Cars fue diseñado para parecerse a su bigote.